# Associação de Juízes do Rio Grande do Sul
A Associação de Juízes do Rio Grande do Sul (AJURIS) é uma associação brasileira de magistrados. É considerada uma entidade de classe da magistratura do estado brasileiro do Rio Grande do Sul, tendo sido fundada em 11 de agosto de 1944.
Ao longo de sua história, tem atuado ativamente em favor de diversas pautas do Direito no país, como ocorreu por exemplo na instalação dos Juizados de Pequenas Causas na década de 1980 (atualmente denominados Juizados Especiais Cíveis) e também mais recentemente com o apoio à justiça restaurativa no país.
Em 2013, a associação apoiou uma denúncia referente ao Brasil à Comissão Interamericana de Direitos Humanos.
A associação também costuma defender direitos e benefícios para os seus associados. Em 2020, conseguiu uma liminar judicial para suspender trechos da Reforma da Previdência do Rio Grande do Sul, liminar esta que foi cassada por decisão do ministro Dias Toffoli.

## Presidentes
| Nome                          | Mandato     | Ref.  |
| ----------------------------- | ----------- | ----- |
| Gilberto Schäfer              | 2004-2005   |       |
| Denise Oliveira Cézar         | 2006-2007   |       |
| Carlos Cini Marchionatti      | 2008-2009   |       |
| João Ricardo dos Santos Costa | 2010-2011   |       |
| Pio Giovani Dresch            | 2012-2013   | [ 2 ] |
| Eugênio Couto Terra           | 2014-2015   |       |
| Gilberto Schäfer              | 2016-2017   |       |
| Vera Lucia Deboni             | 2018-2019   | [ 4 ] |
| Orlando Faccini Neto          | 2020 - 2021 | [ 5 ] |